# طواف إيطاليا 2002
طواف إيطاليا 2002 هو سباق دراجات هوائية أقيم بتاريخ 11 مايو إلى 3 يونيو، تكون السباق من 20 مرحلة وامتدّ لمسافة 3354.5 كم بسرعة 37.57 كم/س، استغرق السباق 89 ساعة 22 دقيقة 42 ثانية. فاز به الإيطالي باولو سافولديلي.